# Kivijärvi (sjö i Finland, Lappland, lat 67,98, long 24,32)
Kivijärvi är en sjö i Finland. Den ligger i kommunen Kittilä i landskapet Lappland, i den norra delen av landet, 900 km norr om huvudstaden Helsingfors. Kivijärvi ligger 267,7 meter över havet. Arean är 1,87 kvadratkilometer och strandlinjen är 7,22 kilometer lång. Sjön  ingår i Kemi älvs huvudavrinningsområde.  
I övrigt finns följande vid Kivijärvi:
- Kivioja (ett vattendrag)
- Lusmavaara (en kulle)